# 中西希 (1992年生のアナウンサー)
中西 希（なかにし のぞみ、1992年3月31日 - ）は、フリーアナウンサー。元広島ホームテレビアナウンサー。宮崎県出身。2019年3月より圭三プロダクションにフリーアナウンサーとして所属。

## 略歴
地元の宮崎でスポーツキャンプを観て育つ。“希”という名前は、1992年3月に運転を開始した新幹線「のぞみ」から名付けられた。大学時代は野球観戦サークルで大学野球・プロ野球観戦をしていた。
趣味のプロ野球観戦で全国の球場に行っていた大学時代に一番好きな球場は広島東洋カープのマツダZOOM ZOOMスタジアムだった。
資格：英語検定2級　免許：生田流箏曲 教師
ミス東女コンテスト2013でグランプリを獲得。
2016年3月、広島ホームテレビにアナウンサーとして入社。
2016年春、吉弘翔、大重麻衣、坂野栄信、中西希の4人で広島ホームテレビのユニットNEXT4を結成。
2016年6月、深夜のローカルニュースで初鳴き。
2016年8月、お昼のローカルニュースデビュー。
2016年12月11日、Bリーグ B2 第11節 広島ドラゴンフライズ vs バンビシャス奈良で始球式を務めた。
人生初の映画インタビューは『相棒 -劇場版IV- 首都クライシス 人質は50万人! 特命係 最後の決断』の水谷豊と反町隆史。
2017年4月9日、恋とか愛とか（仮） ファッションショー（紙屋町シャレオ中央広場）にモデルとして出演。桂由美や神田うののウェディングドレスを着用。
2018年5月、坂野退社後、NEXT4が進化し、冨田奈央子・吉弘翔・大重麻衣・中西希・斉藤亜緒衣の5人で広島ホームテレビのユニットHOME NEXT neoを結成。
2018年10月、オーストラリア発の小型ヨット「ハンザクラス」の世界大会に広島ローカル各局のアナウンサーと共に広報大使として参加。
2019年2月末日をもって広島ホームテレビを退社することを2019年2月26日更新の広島ホームテレビ公式ブログで発表。広島を離れるとのこと。
2019年3月3日更新の本人Instagramで、広島ホームテレビ入社前に所属していた圭三プロダクションに今春よりフリーアナウンサーとして再所属することを報告。

## 広島ホームテレビ時代の出演
テレビ
- キニナルてれび カープ特番（2016年3月5日）
- HOME Jステーション 金曜コーナー「瀬戸内グルメ天国」ディレクター兼リポーター
- ひろしま深掘りライブ フロントドア（2016年4月 - 2018年12月22日）リポーター
  - コーナー「希の勝手にカープ予報」
  - コーナー「希のわだち」
- 深夜バラエティ「デルゲーツ」アシスタント
- 情報LAND - 商品紹介&ナレーション
- お昼のニュース（2016年8月 - ）
- 美味しいのはどっちだ!静岡vs広島 グルメバトル第3弾!（2016年10月22日）勝俣州和に広島を紹介
- 超てれ（ - 2019年）不定期出演
- 9ジラジテレビ（2017年4月29日）
- よなよなテレビのたまご
  - どうでもいい%〜男と女の統計学〜（2017年7月7日・7月14日）MC
  - どうでもいい%（2017年9月1日・9月8日）MC
- 勝ちグセ。カープSP 女子アナと振り返る!CARP2017連覇の軌跡（2017年12月30日）
- せとチャレ!（2017年10月8日 - 2018年4月1日）MC
- 今週のよなよな（2018年 - 2019年2月）ナビゲーター
- 勝ちグセ。カープSP 女子アナと振り返る 2018CARP3連覇の軌跡（2018年12月29日）
- ぽるぽるダンス（第2・4・5金曜）
- HOME NEWS

配信
- ぽるぽるLIVE「ぶちアゲ↑7↓ダウン」（2018年4月 - 2019年2月26日）火曜MC
- まいとかのんとか（仮）（2018年6月27日 - 2019年3月29日）
- 勝ちグセ。Carp TV（2018年7月23日）MC
- 勝ちグセ。カープキャンプLIVE 日南からやっちょるじ!（2019年2月1日・2日・3日）MC

イベント
- 会えるテレビ HOMEぽるフェス（2016年 - 2018年）